# Maroilles (formatge)
El maroilles (també conegut com a marolles) és un formatge francès de llet de vaca, elaborat a les regions de Picardia i Nord-Pas de Calais al nord de França, en els departaments d'Aisne i de Nord. Deriva el seu nom de la localitat de Maroilles a la regió en la qual encara és manufacturat. És un formatge AOC des de 1976 i que ha obtingut DOP per Reglament (la CE) n.º 1107/96.

## Història
Es considera que el primer a elaborar el maroilles va ser el 962 un monjo a l'abadia de Maroilles, a prop de Lilla, al nord de França. L'abadia data del segle VII. El 1174 l'abat va decretar que les viles de Maroilles i tres més elaboressin formatge per a ell, fixant el 24 de juny com a dia de fabricació del formatge i el 1r d'octubre com el del lliurament. Els abats van millorar el bestiar per adequar-lo al clima i als requeriments de la producció formatgera. El formatge es va fer ràpidament famós per tota la regió i era el favorit de diversos reis francesos, entre ells Felip II, Lluís IX, Carles VI i Francesc I.

## Elaboració
Es fa tant amb llet pasteuritzada com no pasteuritzada. El quall és modelat i salat abans de ser apartat del seu motlle i col·locat en una zona ventilada per assecar durant al voltant de 10 dies, temps durant el qual es desenvolupa una coberta lleugera de bacteris. El formatge és llavors fregat i rentat i guardat en bodega durant almenys cinc setmanes, ja que el formatge pot consumir-se jove, quan encara és calcari(?) al centre i amb crosta amarga; no és infreqüent, tanmateix, que es tingui durant períodes de quatre mesos. Durant aquest temps, el formatge es gira i frega regularment i la crosta canvia de color de groc a taronja i finalment vermell. Aquest procés és molt important, ja que el girar continu del formatge afavoreix el desenvolupament del bacteri que forma la crosta.
El 2005 es van fer 2.126 tones de les que al voltant del 6% es van fer per 10 productors fermier, i la resta foren obra de tres productors industrials.

## Característiques
El formatge acabat té un mínim del 45% de matèria grassa. Es ven en blocs rectangulars individuals amb una crosta rentada de color taronja-vermellós. En la seva forma produïda massivament té al voltant de 13 centímetres de costat i 6 centímetres d'alt. A més, segons les normes de l'AOC, els formatges aptes per a l'estatus d'AOC han de tenir una d'aquestes tres mides:
- Sorbais - (3/4) 12-12,5 cm costat, 4 cm alt, pes de 550 g, maduració almenys 4 setmanes.
- Mignon - (1/2) 11-11,5 cm costat, 3 cm alt, pes 350 g, maduració almenys 3 setmanes.
- Quart - (1/4) 8-8,5 cm costat, 3 cm alt, pes 180 g, maduració almenys 2 setmanes.

La textura és semisuau. La pasta resulta tova i oliosa. Desprèn una forta olor com de fruita fermentada. El sabor és fruiter i fumat.
Els millors períodes per degustar-lo són de maig a juny i de setembre a octubre. Es recomana prendre'l amb un vi Chateauneuf-du-Pape.
Formatges semblants
Diversos formatges menys comuns es fan al nord de França usant mètodes molt similars i sovint se'ls esmenta entre la "família dels maroilles". Varien segons la forma i la mida, però tots ells tenen en comú la crosta rentada de color vermellós, sense floridura. Són formatges enganxosos i lleugerament salats, semblants: el Pont-l'Évêque i el Livarot (Queso)livarot. Es pot citar:
- Avesnes. Té un pes de 200 grams. Està enriquit amb herbes, clau i pebre. Se li dona forma i es cobreix amb paprika.
- Baguette Laonnaise. Fet a la regió de Picardia, departament d'Aisne, ciutat industrial de Laon. Té un 45% de matèria grassa. Es fa en forma de barra o de maó, fins i tot rodó. Madura al llarg de dos mesos. La seva textura és suau, amb una pasta elàstica i densa. Així que va madurant, el formatge desenvolupa un sabor molt picant, especiat, i un final que recorda a la granja. Es recomana prendre'l amb Coteaux Champenois i Bouzy.
- Boulette d'Avesnes. Fet a la regió Nord-Pas de Calais, departament de Pas de Calais, ciutat d'Avesnes. És un formatge fresc amb forma de con. Es caracteritza per la seva textura especiada. Suau, sabor molt àcid. Inicialment es feia amb el sèrum de llet que sobrava de l'elaboració del formatge o la mantega, pastant a mà el mató i barrejant-la amb julivert, pebre o paprika. Es recomana prendre'l amb un Borgonya Passetoutgrains.
- Boulette de Cambrai. Fet a la regió Nord-Pas de Calais, departament Nord. És un formatge fresc.
- Coeur d'Arras. Fet a la regió Nord-Pas de Calais, departament de Pas de Calais, ciutat d'Arras.
- Coeur d'Avesnes. Fet a la regió de Picardía, departament d'Aisne, ciutat d'Avesnes. És un formatge fos.
- Dauphin. Fet a la regió Nord-Pas de Calais, departament del Nord. S'elabora amb llet de cabra. Té un 45% de matèria grassa. És com l'Avesnes, però en forma de dofí, com el seu nom indica. Aconsegueix un Maroilles assaonat amb julivert, estragó i pebre. Madura durant 2-4 mesos. La pasta és molt suau i lleugerament enganxosa. Aquest formatge té un sabor especiado amb olor de llevat. Es recomana prendre'l amb un vi Cotes du Rhone.
- Gris de Lilla. Fet a la regió Nord-Pas de Calais, departament de Pas de Calais. Té un 45% de matèria grassa. S'amara en salmorra durant tres mesos. Té un sabor salat i fort. També se'l coneix com a Puant de Lilla o Puant Macere. Com més madura, més fort és i més al gust del consumidor local. La seva forma és quadrada, amb una crosta enganxosa de color gris rosat. La pasta és suau, lleugerament elàstica. S'assembla al Maroilles, però el procés de maduració és diferent. Marida bé amb xampany.
- Guerbigny. Fet a la regió de Picardia, a la localitat del mateix nom, Guerbigny. Té un 45% de matèria grassa. Madura durant 5 setmanes. Té forma de cor. La seva textura resulta suau. Desprèn una olor forta. El sabor és enganxós. Es recomana prendre'l amb un vi Sancerre Coteaux Champenois.
- Rollot. Es fa a Picardia, é originari del poble de Rollot, al Somme. Pes mitjà de 300 g Forma de cor.